# Heidi Strauss
Heidi Strauss (* 24. August 1970 in Gmunden, geborene Pesendorfer) ist eine österreichische Politikerin der Sozialdemokratischen Partei Österreichs (SPÖ). Seit dem 17. Juni 2021 ist sie Abgeordnete zum Oberösterreichischen Landtag.

## Leben

### Ausbildung und Beruf
Heidi Strauss besuchte nach der Volks- und Hauptschule in Neukirchen bei Altmünster 1984/85 den Polytechnischen Lehrgang in Altmünster. 1985 begann sie eine Lehre zur Bürokauffrau bei der Marktgemeinde Altmünster, die sie 1988 mit der Lehrabschlussprüfung beendete. 2016/17 absolvierte sie die SPÖ Bundesfrauenakademie Wien.
Anschließend war sie als Vertragsbedienstete bei der Marktgemeinde Altmünster tätig. Von 1991 bis 2021 arbeitete sie als Vertragsbedienstete in der Bauabteilung der Gemeinde Weißkirchen an der Traun, von 2015 bis 2021 war sie dort stellvertretende Amtsleiterin und Leiterin der Bauabteilung.
1994 wurde sie Mutter einer Tochter und 2003 eines Sohnes.

### Politik
Strauss war von 2011 bis 2013 SPÖ-Fraktionsobfrau der Stadtgemeinde Marchtrenk, wo sie seit 2013 Stadträtin für Kultur und Jugend sowie stellvertretende  Parteivorsitzende der SPÖ Stadtparteiorganisation ist. 2019 übernahm sie den Vorsitz der SPÖ Frauen im Bezirk Wels-Land. Seit 2020 ist sie stellvertretende SPÖ-Bezirksvorsitzende von Wels und Wels-Land sowie stellvertretende  SPÖ-Landesfrauenvorsitzende.
Am 17. Juni 2021 wurde sie in der XXVIII. Gesetzgebungsperiode als Abgeordnete zum Oberösterreichischen Landtag angelobt, sie rückte für Roswitha Bauer nach. Im Landtag wurde sie Mitglied im Sicherheitsausschuss, im Sozialausschuss, im Ausschuss für Frauenangelegenheiten sowie im Umweltausschuss. Bei der Landtagswahl 2021 kandidiert sie als SPÖ-Spitzenkandidatin im Landtagswahlkreis Hausruckviertel.